# Scissors Cut
Scissors Cut är Art Garfunkels femte soloalbum, utgivet i augusti 1981. Albumet är producerat av Roy Halee och Art Garfunkel.
På albumet Scissors Cut återförenas Garfunkel med producenten från Simon and Garfunkel-tiden Roy Halee för första gången sedan hans första soloalbum Angel Clare (1973). Detta är också det av Garfunkels alla soloalbum som mest liknar de tre första Simon & Garfunkel-albumen i stil och tonläge.
Albumet gavs ut bara en månad före återföreningskonserten med Paul Simon den 19 september i Central Park i New York. Och vid det tillfället framförde Garfunkel som sig bör singeln från albumet "A Heart In New York", i vilken bland annat Central Park nämns. Simon sjunger för övrigt även på låten "In Cars" på Scissors Cut.
Scissors Cut finns i två olika utgåvor. Den amerikanska versionen har med "Bright Eyes" istället för "The Romance" som är med på övriga länders utgåvor. ("Bright Eyes" fanns inte med på den amerikanska utgåvan av Garfunkels förra album Fate for Breakfast.) Även låtordningen skiljer sig åt, se listningarna nedan för bägge varianterna.
Albumet nådde Billboard-listans 113:e plats.
På englandslistan nådde albumet 51:a platsen.

## Låtlista (amerikanska versionen)
Singelplacering i Billboard inom parentes. Placering i England=UK
1. A Heart In New York (Benny Gallagher/Graham Lyle) (#66)
2. Scissors Cut (Jimmy Webb)
3. Up In The World (Clifford T. Ward)
4. Hang On In (Norman Sallitt)
5. So Easy To Begin (Jules Shear)
6. Bright Eyes (Mike Batt) (UK #1)
7. Can't Turn My Heart Away (John Jarvis/Erik Kaz)
8. The French Waltz (Adam Mitchell)
9. In Cars (Jimmy Webb)
10. That's All I've Got To Say (Jimmy Webb)

## Låtlista (övriga världen)
Singelplacering i Billboard inom parentes
1. Scissors Cut (Jimmy Webb)
2. A Heart In New York (Benny Gallagher/Graham Lyle) (#66)
3. Up In The World (Clifford T. Ward)
4. Hang On In (Norman Sallitt)
5. So Easy To Begin (Jules Shear)
6. Can't Turn My Heart Away (John Jarvis/Erik Kaz)
7. The French Waltz (Adam Mitchell)
8. The Romance (Eric Kaz)
9. In Cars (Jimmy Webb)
10. That's All I've Got To Say (Jimmy Webb)